# Araneus liber
Araneus liber är en spindelart som först beskrevs av Leardi 1902.  Araneus liber ingår i släktet Araneus och familjen hjulspindlar. Inga underarter finns listade i Catalogue of Life.